# Teedla
Teedla – wieś w Estonii, w prowincji Tartu, w gminie Rõngu.